# Tour de France 2006
93. Tour de France rozpoczął się 1 lipca 2006 w Strasburgu, a zakończył się 23 lipca w Paryżu. Wyścig składał się z 21 etapów, w tym 10 etapów płaskich, 3 etapów pagórkowatych, 5 etapów górskich i 3 etapów jazdy indywidualnej na czas. Trasa wyścigu liczyła 3657 km. Był to pierwszy wyścig nowego dyrektora Tour de France Christiana Proudhomme’a, pierwszy wyścig po dominacji Lance’a Armstronga oraz pierwszy wyścig od 1999 roku, w którym nie jechał wcześniejszy triumfator.

## Klasyfikacje
Klasyfikację generalną wygrał Amerykanin Floyd Landis, wyprzedzając Hiszpana Óscara Pereirę Sio i Niemca Andreasa Klödena. Po dyskwalifikacji Amerykanina na pierwsze miejsce awansował Pereiro Sio, drugi był Klöden, a na trzecie miejsce wskoczył kolejny Hiszpan - Carlos Sastre. Duńczyk Michael Rasmussen wygrał klasyfikację górską, Australijczyk Robbie McEwen wygrał klasyfikację punktową, a Włoch Damiano Cunego był najlepszy w klasyfikacji młodzieżowej. Najaktywniejszym kolarzem został Hiszpan David de la Fuente. W klasyfikacji drużynowej najlepsza była niemiecka drużyna T-Mobile Team.

## Przed startem
Już przed startem wyścigowi towarzyszyły duże emocje. Na kilka dni przed prologiem ze startu wykluczeni zostali faworyci: Jan Ullrich, Ivan Basso, Francisco Mancebo i wielu innych. Miało to związek z wielką aferą dopingową (Operación Puerto), która rozpętała się kilka tygodni wcześniej w Hiszpanii wokół osoby doktora Eufemiana Fuentesa, w którego gabinecie miały się rzekomo odbywać zabiegi transfuzji krwi, a który również miał wymienionym kolarzom podawać zabronione przez MUK środki wspomagające. Pośrednio, ofiarą tej afery padł również inny faworyt wyścigu, Aleksandr Winokurow, którego drużyna Astana-Würth została zdziesiątkowana po wykluczeniach z wyścigu. Liczba 4 zawodników, która nie została wyeliminowana z tejże drużyny, była bowiem za małą liczbą dla jednej grupy kolarskiej, aby mogła ona wystartować w wyścigu.
Po 3. etapie wycofał się kolejny faworyt, Alejandro Valverde, dotychczasowy lider UCI ProTour 2006. Spowodowane to było kraksą, w jakiej uczestniczył ten kolarz i złamaniem przez niego prawego obojczyka.

## Opis
Ze względu na brak zawodników w peletonie uznawanych za faworytów przed startem przebieg wyścigu był zaskakujący. Po raz pierwszy od ponad dwudziestu lat koszulka lidera zmieniała właściciela dziesięć razy. Drużyny posiadające w swoim składzie aktualnego lidera nie starały się bronić tej koszulki. Na 13. etapie z Béziers do Montélimar grupa Phonak zezwoliła na ucieczkę, która uzyskała prawie 30 minut przewagi, a biorący w niej udział zawodnik Óscar Pereiro Sio odebrał żółtą koszulkę Floydowi Landisowi.
Jednak 93. Tour de France będzie kojarzony dzięki trzem innym etapom. Na 16. etapie z Bourg-d’Oisans do La Toussuire liderem był Floyd Landis. Był to ciężki etap górski: dwie premie górskie poza kategorią, i po jednej premii górskiej pierwszej oraz drugiej kategorii. Na podjeździe pod ostatnią premię górską (pierwszej kategorii) La Toussuire (gdzie kończył się etap) lider przeżył poważny kryzys, nie był w stanie odpowiedzieć na ataki innych kolarzy i powoli zaczął tracić czas do swoich głównych rywali. Na metę przyjechał ze stratą 10'04” do zwycięzcy dzięki pomocy kolegi z drużyny Axela Merckxa. Po tym etapie jego strata do głównych rywali wynosiła ponad 8 minut, zajmował 11. miejsce i nie liczył się w rywalizacji o końcowy triumf, przynajmniej nie powinien się liczyć.
Jednak następnego dnia zaskoczył wszystkich. 17. etap z Saint-Jean-de-Maurienne do Morzine również był górskim etapem. Na jego trasie znajdowały się z dwie premie górskie pierwszej kategorii i po jednej premii górskiej trzeciej, drugiej kategorii oraz poza kategorią. Floyd Landis zaatakował swoich rywali na ponad 100 km przed metą. Nie ruszyła żadna grupa zawodników by zlikwidować jego akcję. Landis dogonił i wyprzedził grupki kolarzy jadących przed peletonem, a następnie wygrał etap odrabiając prawie całą stratę do rywali i z 11. miejsca awansował na miejsce 3. mając odpowiednio 30 sekund i 18 sekund straty do Óscara Pereiry Sio i Carlosa Sastrego. Następnego dnia podczas indywidualnej jazdy na czas pokonał swoich głównych rywali i zapewnił sobie wystarczającą przewagę by podczas ostatniego etapu, zwanego etapem przyjaźni, dojechać do mety bez walki na lotnych premiach, czy też na finiszu.

## Doping
Dobra jazda Floyda Landisa na 17. etapie wynikała z niedozwolonego dopingu. Wyniki przebadania próbek krwi pobranych po tym etapie wykazały podwyższony poziom testosteronu (zarówno w próbce A, jak i B). Oznaczało to dyskwalifikację Amerykanina. Po zakończeniu procesu w przedmiocie dyskwalifikacji Amerykanina, 22 września 2007 roku, zwycięzcą ogłoszono drugiego w klasyfikacji Óscara Pereirę.
Czterech kolejnych amerykańskich kolarzy: Levi Leipheimer, George Hincapie, Christian Vande Velde i David Zabriskie zostało w 2012 roku zdyskwalifikowanych za doping. Hincapie i Vande Velde utracili wszystkie wyniki z lat 2004–2006, Leipheimer z lat 1999–2006 i lipca 2007, a Zabriskie z lat 2003–2006.

## Drużyny
W tej edycji TdF wzięło udział 20 drużyn:
| - Discovery Channel - Team CSC - T-Mobile - Ag2r Prévoyance - Gerolsteiner | - Rabobank - Davitamon-Lotto - Phonak - Lampre-Fondital - Illes Balears-Caisse d’Épargne | - Quick Step-Innergetic - Crédit Agricole - Euskaltel-Euskadi - Cofidis - Saunier Duval-Prodir | - Française des Jeux - Liquigas - Bouygues Télécom - Team Milram - Agritubel |

## Etapy
| P  | 1 lipca  | Strasburg                         | ITT 7,5 km    | Thor Hushovd        |               |               |               |
| 1  | 2 lipca  | Strasburg                         | 183,0 km      | Jimmy Casper        |               |               |               |
| 2  | 3 lipca  | Obernai – Esch-sur-Alzette        | 223,0 km      | Robbie McEwen       |               |               |               |
| 3  | 4 lipca  | Esch-sur-Alzette – Valkenburg     | 216,0 km      | Matthias Kessler    |               |               |               |
| 4  | 5 lipca  | Huy – Saint-Quentin               | 215,0 km      | Robbie McEwen       |               |               |               |
| 5  | 6 lipca  | Beauvais – Caen                   | 219,0 km      | Óscar Freire        |               |               |               |
| 6  | 7 lipca  | Lisieux – Vitré                   | 184,0 km      | Robbie McEwen       |               |               |               |
| 7  | 8 lipca  | Saint-Grégoire – Rennes           | ITT 52,0 km   | Serhij Honczar      |               |               |               |
| 8  | 9 lipca  | Saint-Méen-le-Grand – Lorient     | 177,0 km      | Sylvain Calzati     |               |               |               |
|    | 10 lipca | Dzień przerwy                     | Dzień przerwy | Dzień przerwy       | Dzień przerwy | Dzień przerwy | Dzień przerwy |
| 9  | 11 lipca | Bordeaux – Dax                    | 170,0 km      | Óscar Freire        |               |               |               |
| 10 | 12 lipca | Cambo-les-Bains – Pau             | 193,0 km      | Juan Miguel Mercado |               |               |               |
| 11 | 13 lipca | Tarbes – Val d’Aran               | 208,0 km      | Dienis Mieńszow     |               |               |               |
| 12 | 14 lipca | Luchon – Carcassonne              | 211,0 km      | Jarosław Popowycz   |               |               |               |
| 13 | 15 lipca | Béziers – Montélimar              | 231,0 km      | Jens Voigt          |               |               |               |
| 14 | 16 lipca | Montélimar – Gap                  | 181,0 km      | Pierrick Fédrigo    |               |               |               |
|    | 17 lipca | Dzień przerwy                     | Dzień przerwy | Dzień przerwy       | Dzień przerwy | Dzień przerwy | Dzień przerwy |
| 15 | 18 lipca | Gap – L’Alpe d’Huez               | 187,0 km      | Fränk Schleck       |               |               |               |
| 16 | 19 lipca | Le Bourg-d’Oisans – La Toussuire  | 182,0 km      | Michael Rasmussen   |               |               |               |
| 17 | 20 lipca | Saint-Jean-de-Maurienne – Morzine | 199,0 km      | Floyd Landis        |               |               |               |
| 18 | 21 lipca | Morzine – Mâcon                   | 193,0 km      | Matteo Tosatto      |               |               |               |
| 19 | 22 lipca | Le Creusot – Montceau-les-Mines   | ITT 56,0 km   | Serhij Honczar      |               |               |               |
| 20 | 23 lipca | Sceaux – Paryż (Champs-Élysées)   | 152,0 km      | Thor Hushovd        |               |               |               |

## Liderzy klasyfikacji po etapach
| Etap                 | Zwycięzca            | Klasyfikacja generalna     | Klasyfikacja punktowa | Klasyfikacja górska | Klasyfikacja młodzieżowa | Klasyfikacja drużynowa |
| -------------------- | -------------------- | -------------------------- | --------------------- | ------------------- | ------------------------ | ---------------------- |
| P                    | Thor Hushovd         | Thor Hushovd               | Thor Hushovd          | Brak                | Joost Posthuma           | Discovery Channel      |
| 1                    | Jimmy Casper         | George Hincapie            | Jimmy Casper          | Fabian Wegmann      | Benoît Vaugrenard        | Discovery Channel      |
| 2                    | Robbie McEwen        | Thor Hushovd               | Robbie McEwen         | David de la Fuente  | Benoît Vaugrenard        | Discovery Channel      |
| 3                    | Matthias Kessler     | Tom Boonen                 | Tom Boonen            | Jérôme Pineau       | Markus Fothen            | Discovery Channel      |
| 4                    | Robbie McEwen        | Tom Boonen                 | Robbie McEwen         | Jérôme Pineau       | Markus Fothen            | Discovery Channel      |
| 5                    | Óscar Freire         | Tom Boonen                 | Robbie McEwen         | Jérôme Pineau       | Markus Fothen            | Discovery Channel      |
| 6                    | Robbie McEwen        | Tom Boonen                 | Robbie McEwen         | Jérôme Pineau       | Benoît Vaugrenard        | Discovery Channel      |
| 7                    | Serhij Honczar       | Serhij Honczar             | Robbie McEwen         | Jérôme Pineau       | Markus Fothen            | T-Mobile Team          |
| 8                    | Sylvain Calzati      | Serhij Honczar             | Robbie McEwen         | Jérôme Pineau       | Markus Fothen            | T-Mobile Team          |
| 9                    | Óscar Freire         | Serhij Honczar             | Robbie McEwen         | Jérôme Pineau       | Markus Fothen            | T-Mobile Team          |
| 10                   | Juan Miguel Mercado  | Cyril Dessel               | Robbie McEwen         | Cyril Dessel        | Markus Fothen            | AG2R Prévoyance        |
| 11                   | Dienis Mieńszow      | Floyd Landis               | Robbie McEwen         | David de la Fuente  | Markus Fothen            | T-Mobile Team          |
| 12                   | Jarosław Popowycz    | Floyd Landis               | Robbie McEwen         | David de la Fuente  | Markus Fothen            | T-Mobile Team          |
| 13                   | Jens Voigt           | Óscar Pereiro              | Robbie McEwen         | David de la Fuente  | Markus Fothen            | Team CSC               |
| 14                   | Pierrick Fédrigo     | Óscar Pereiro              | Robbie McEwen         | David de la Fuente  | Markus Fothen            | Team CSC               |
| 15                   | Fränk Schleck        | Floyd Landis               | Robbie McEwen         | David de la Fuente  | Markus Fothen            | Team CSC               |
| 16                   | Michael Rasmussen    | Óscar Pereiro              | Robbie McEwen         | Michael Rasmussen   | Markus Fothen            | Team CSC               |
| 17                   | Floyd Landis         | Óscar Pereiro              | Robbie McEwen         | Michael Rasmussen   | Damiano Cunego           | T-Mobile Team          |
| 18                   | Matteo Tosatto       | Óscar Pereiro              | Robbie McEwen         | Michael Rasmussen   | Damiano Cunego           | T-Mobile Team          |
| 19                   | Serhij Honczar       | Óscar Pereiro              | Robbie McEwen         | Michael Rasmussen   | Damiano Cunego           | T-Mobile Team          |
| 20                   | Thor Hushovd         | Óscar Pereiro              | Robbie McEwen         | Michael Rasmussen   | Damiano Cunego           | T-Mobile Team          |
| Klasyfikacja końcowa | Klasyfikacja końcowa | Floyd Landis Óscar Pereiro | Robbie McEwen         | Michael Rasmussen   | Damiano Cunego           | T-Mobile Team          |

## Klasyfikacje końcowe

### Klasyfikacja generalna
| Pozycja | Zawodnik          | Drużyna          | Czas         |
| ------- | ----------------- | ---------------- | ------------ |
| DSQ     | Floyd Landis      | Phonak           | 89 h 39' 30" |
| 1.      | Óscar Pereiro     | Caisse d’Épargne | 89 h 40' 27" |
| 2.      | Andreas Klöden    | T-Mobile         | +32"         |
| 3.      | Carlos Sastre     | CSC              | +2' 16"      |
| 4.      | Cadel Evans       | Lotto            | +4' 11"      |
| 5.      | Dienis Mieńszow   | Rabobank         | +6' 09"      |
| 6.      | Cyril Dessel      | Ag2r             | +7' 44"      |
| 7.      | Christophe Moreau | Ag2r             | +8' 40"      |
| 8.      | Haimar Zubeldia   | Euskaltel        | +11' 08"     |
| 9.      | Michael Rogers    | T-Mobile         | +14' 10"     |
| 10.     | Fränk Schleck     | CSC              | +16' 49"     |

### Klasyfikacja punktowa
| Pozycja | Zawodnik          | Drużyna          | Punkty |
| ------- | ----------------- | ---------------- | ------ |
| 1.      | Robbie McEwen     | Lotto            | 288    |
| 2.      | Erik Zabel        | Milram           | 199    |
| 3.      | Thor Hushovd      | Crédit Agricole  | 195    |
| 4.      | Bernhard Eisel    | FdJ              | 176    |
| 5.      | Luca Paolini      | Liquigas         | 174    |
| 6.      | Iñaki Isasi       | Euskaltel        | 130    |
| 7.      | Francisco Ventoso | Saunier          | 128    |
| 8.      | Cristian Moreni   | Cofidis          | 116    |
| 9.      | Jimmy Casper      | Cofidis          | 98     |
| 10.     | Óscar Pereiro     | Caisse d’Épargne | 88     |

### Klasyfikacja górska
| Pozycja | Zawodnik           | Drużyna          | Punkty |
| ------- | ------------------ | ---------------- | ------ |
| 1.      | Michael Rasmussen  | Rabobank         | 166    |
| 2.      | David de la Fuente | Saunier          | 113    |
| 3.      | Carlos Sastre      | CSC              | 99     |
| 4.      | Fränk Schleck      | CSC              | 96     |
| 5.      | Michael Boogerd    | Rabobank         | 93     |
| 6.      | Damiano Cunego     | Lampre           | 80     |
| 7.      | Cyril Dessel       | Ag2r             | 72     |
| DSQ     | Levi Leipheimer    | Gerolsteiner     | 66     |
| 9.      | Andreas Klöden     | T-Mobile         | 64     |
| 10.     | Óscar Pereiro      | Caisse d’Épargne | 63     |

### Klasyfikacja młodzieżowa
| Pozycja | Zawodnik           | Drużyna      | Czas         |
| ------- | ------------------ | ------------ | ------------ |
| 1.      | Damiano Cunego     | Lampre       | 89 h 58' 49" |
| 2.      | Markus Fothen      | Gerolsteiner | +38"         |
| 3.      | Matthieu Sprick    | Bouygues     | +1 h 29' 12" |
| 4.      | David de la Fuente | Saunier      | +1 h 36' 00" |
| 5.      | Moisés Dueñas      | Agritubel    | +1 h 48' 40" |
| 6.      | Thomas Lövkvist    | FdJ          | +1 h 52' 54" |
| 7.      | Francisco Ventoso  | Saunier      | +2 h 22' 03" |
| 8.      | Joost Posthuma     | Rabobank     | +2 h 32' 41" |
| 9.      | Benoît Vaugrenard  | FdJ          | +2 h 33' 12" |
| 10.     | Pieter Weening     | Rabobank     | +2 h 36' 44" |

### Klasyfikacja drużynowa
| Pozycja | Drużyna           | Czas          |
| ------- | ----------------- | ------------- |
| 1.      | T-Mobile          | 269 h 08' 46" |
| 2.      | CSC               | +17' 04"      |
| 3.      | Rabobank          | +23' 26"      |
| 4.      | AG2R Prévoyance   | +33' 19"      |
| 5.      | Caisse d’Épargne  | +56' 53"      |
| 6.      | Lampre-Fondital   | +57' 37"      |
| 7.      | Gerolsteiner      | +1 h 45' 25"  |
| 8.      | Discovery Channel | +2 h 19' 17"  |
| 9.      | Euskaltel-Euskadi | +2 h 26' 38"  |
| 10.     | Phonak            | +2 h 49' 06"  |